# Bangia fuscopurpurea
Espèce
Bangia fuscopurpurea est une espèce d'algue rouge de la famille des Bangiaceae.

## Liste des sous-espèces
Selon Catalogue of Life (30 nov. 2012) :
- sous-espèce Bangia atropurpurea subsp. brevisegmenta